# Marco Cornelio Cetego (console 204 a.C.)
Marco Cornelio Cetego (in latino Marcus Cornelius Cethegus; ... – 196 a.C.) è stato pontifex maximus e edile curule nel 213 a.C., pretore per la Regio II Apulia et Calabria nel 211 a.C., censore nel 209 a.C., e console nel 204 a.C..

## Biografia
Divenuto edile alla fine del 213 a.C., organizzò i Ludi Romani, insieme all'altro edile, Scipione Africano, con grande dispendio, tenendo conto delle scarse possibilità del momento: essi vennero rinnovati per un solo giorno. Ad ogni vicus di Roma vennero concessi cento congi di olio (pari a 327 litri).
Cetego aveva al suo seguito il chiliarca ispanico Merico, che già aveva preso parte alla conquista di Siracusa da parte del console Marco Claudio Marcello nel 212 a.C..
Nel 211 a.C., venne eletto pretore, ottenendo l'Apulia. Con il ritorno di Marcello a Roma verso la fine dell'estate di quell'anno, a Cornelio Cetego venne data disposizione di eseguire gli ordini che il senato romano aveva decretato in Sicilia: a Soside, che aveva fatto entrare i Romani in Siracusa di notte, e a Merico, che aveva consegnato Naso ed il suo presidio, vennero concessi il diritto di cittadinanza insieme a cinquecento iugeri di terra. A Soside venne donato il terreno nei pressi di Siracusa, che in passato era appartenuto ai re cittadini, oltre a una casa in città che egli scelse tra quelle confiscate per diritto di guerra. A Merico ed agli Spagnoli, che con lui erano passati dalla parte dei Romani, venne deliberato di donare loro una città con il suo territorio in Sicilia, fra quelle che avevano abbandonato l'alleanza con i Romani. Queste disposizioni vennero quindi messe in pratica dal pretore, Marco Cornelio Cetego. E sempre sullo stesso terreno vennero donati a Belligene, che aveva spinto Merico alla defezione, altri quattrocento iugeri.
Dopo la partenza di Marcello dalla Sicilia, la flotta cartaginese sbarcò 8.000 fanti e 3.000 cavalieri numidi. Le città di Morgantina (Murgentia) e di Ergentium passarono dalla parte dei Cartaginesi, seguite poi da Ibla (Hybla) e Macella, oltre ad altre città minori. I Numidi si erano dati a saccheggiare ed incendiare i campi degli alleati del popolo romano, vagando per tutta la Sicilia. Contemporaneamente l'esercito romano, indignato sia perché non aveva potuto seguire Marcello a Roma, sia perché gli era stato proibito di svernare in città, trascurava il servizio militare al punto che, poco mancava che non si ribellasse, se solo avesse trovato un comandante all'altezza per prendere l'iniziativa. Fra tutte queste difficoltà, il pretore Cetego cercò di calmare l'animo dei soldati, a volte confortandoli, altre punendoli. Alla fine ridusse all'obbedienza tutte le città che si erano ribellate, assegnando Morgantina agli Spagnoli, ai quali, per decreto del senato, doveva una città ed un territorio.
La presenza delle truppe romane di questi anni è testimoniata dai denari romani d'argento coniati nel periodo 240-220 a.C. e ritrovati nei siti archeologici di Morgantina.
Cetego ottenne il comando in Sicilia dopo Marcello per il 210 a.C., come propretore. Tito Livio racconta che Cetego, succeduto a Marcello nell'isola, aveva raccolto un gran numero di persone a Roma, per protestare contro il suo avversario Marcello e riempirlo di false denunce. Affermava, inoltre, che la guerra in Sicilia durava ancora, sempre per gettare discredito su Marcello. Quest'ultimo seppe però dimostrare un grande dominio di sé. Quando poi il console di quell'anno, Marco Valerio Levino, ottenne la provincia di Sicilia, lo stesso ebbe anche il compito dal senato, di congedare l'esercito che era stato comandato da Cetego.
Ottenne la censura nel 209 a.C. e il consolato nel 204 a.C..
Nominato proconsole nel 203 a.C. nella regione dell'Italia superior, ottenne una sostanziale vittoria contro Magone Barca, fratello di Annibale, sul territorio degli Insubri, costringendolo a ritirarsi oltre le Alpi.

## Nella cultura e letteratura
Si era costruito una grande fama di oratore, tanto che Ennio riferì che i suoi concittadini lo chiamavano "cervello della persuasività" (suadae medulla) e "fiore prediletto del popolo" (flos delibatus populi), e Orazio lo definiva un'autorità sull'uso del latino.
Cetego viene anche citato da Livio nell'Ab Urbe Condita.